# Dusona minuta
Dusona minuta là một loài tò vò trong họ Ichneumonidae.